# MAB (芸人)
MAB（マブ、1992年12月9日 - ）は、日本のものまね芸人。太田プロダクション所属。本名：古田 学（ふるた まなぶ）。愛知県犬山市出身。

## 略歴
中部大学人文学部英語英米文化学科卒業。2011年頃から芸能活動を開始し、名古屋市内のものまねクラブに出演するなど、フリーでのものまね芸人活動を行う。
2022年5月、太田プロエンタテインメントカレッジ名古屋校に11期生として入学、笑いの基礎を学び直す。養成所在学中に全国ネットのものまね番組に出演する。得意なものまねは伊集院光、大泉洋など（以下「主なものまねレパートリー」項参照）。
養成所卒業後、太田プロダクションに移籍し、東京を拠点に活動を始める。ものまね芸人が多く出演し、メジャーシーンへ輩出することで有名なショーレストラン「そっくり館キサラ」にも出演している。
2023年8月10日、4年越しの交際を実らせ結婚。2024年5月12日に妻と共に「新婚さんいらっしゃい!」に出演した。

## 出演

### テレビ番組
- ものまねグランプリ ザ・トーナメント2022（2022年12月13日、日本テレビ）
- ザ・細かすぎて伝わらないモノマネ（2022年12月17日、フジテレビ）
- もっと評価されるべき審議会（2022年12月21日、フジテレビ）
- 痛快!明石家電視台 至極のものまね55連発! 15人のものまね芸人が大集結!（2023年2月17日、MBS毎日放送）
- ぐるぐるナインティナイン（2023年5月11日、日本テレビ）
- 全力!脱力タイムズ（2023年10月13日、フジテレビ）
- ものまねグランプリショートネタNo.1決定戦スペシャル（2023年10月24日、日本テレビ）
- 新婚さんいらっしゃい!（2024年5月12日、朝日放送） ※タレントとしてではなく夫婦揃って本名で出演
- モノマネMONSTER（2024年5月14日、日本テレビ）
- 千鳥のクセスゴ！(2024年6月16日、8月25日、フジテレビ)
- ザ･細かすぎて伝わらないモノマネ (2024年6月22日、12月7日、フジテレビ)
- 週刊さんまとマツコ (2024年8月11日、TBS) 写真、VTR出演
- 有吉ジャポンII ジロジロ有吉 (2025年6月15日、TBS) 写真、VTR出演
- ラヴィット! (2025年7月11日、TBS)

### ラジオ番組
- キラスタ (2025年7月28日、FM NACK5)

## 主なものまねレパートリー
- 伊集院光
- 大泉洋
- ビートたけし
- 佐藤二朗
- 坂井良多（鬼越トマホーク）
- クロちゃん（安田大サーカス）
- ケンドーコバヤシ
- 千原ジュニア（千原兄弟）
- スギちゃん
- 斎藤司（トレンディエンジェル）
- 岩尾望（フットボールアワー）
- 笑福亭鶴瓶
- ボビー・オロゴン
- 石橋貴明（とんねるず）
- 関根勤
- 西田敏行
- 松村邦洋
- 爆笑問題
- マツコ・デラックス

### ショートものまね
- 出川哲朗
- 山崎弘也（アンタッチャブル）
- タモリ
- 明石家さんま
- 織田裕二
- 阿部寛
- ほいけんた
- ダウンタウン
- 美輪明宏
- 楽しんご
- 武田鉄矢
- 平泉成
- 木村拓哉
- 草彅剛
- 佐藤賢治
- 木村匡也
- 立木文彦
- 三瓶
- なすび
- 吉田敬（ブラックマヨネーズ）
- ムロツヨシ
- 山田孝之
- 所ジョージ
- ヒロミ
- 高橋茂雄（サバンナ）
- 三ツ矢雄二
- 山寺宏一
- 哀川翔
- 竹内力
- 大杉漣
- 中野英雄
- 小日向文世
- 加山雄三
- 鹿賀丈史
- 木村昴（ジャイアン）
- 八奈見乗児
- 増岡弘
- 石丸博也
- 銀河万丈
- 滝口順平
- 冨永みーな（磯野カツオ）
- 若本規夫（アナゴさん）
- 神谷明
- 山本圭子（ナチグロン）
- せいや（霜降り明星、顔マネ）

### 歌まね
- 桑田佳祐
- L'Arc〜en〜Ciel
- 福山雅治
- 森山直太朗
- BEGIN
- 松山千春
- 長渕剛
- サンプラザ中野くん
- サカナクション
- 平井堅
- 海援隊
- 郷ひろみ
- 久保田利伸
- コブクロ
- Mr.Children
- B'z
- LUNA SEA
- GACKT
- トニー谷
- 米米CLUB
- SEKAI NO OWARI
- 徳永英明
- ポルノグラフィティ